# Raids vikings en France
Les raids vikings sur le territoire de la France actuelle sont surtout connus par des chroniques rédigées par des clercs qui en ont souvent exagéré l'ampleur et l'importance. Ils n'ont laissé quasiment aucune trace matérielle, hormis quelques armes et objets principalement dragués dans la partie normande de la Seine.

## Vikings
Les Hommes du nord, qualifiés indifféremment au Moyen Âge de Normands (Nortmanni) ou de Danois (Dani) sont plus connus aujourd'hui sous le nom de Vikings. Ils profitent des luttes intestines entre les trois souverains carolingiens (Lothaire, Charles le Chauve et Louis le Germanique). Venus de Norvège, du Danemark ou plus rarement de Suède, ils multiplient les raids de pillage et de destruction dès le début du IXe siècle.

## Premières incursions

Incursions Vikings des IXe siècle et X en Bretagne, Alain Barbetorte remportant sur eux une victoire décisive au camp de Péran en 936. Hormis Péran, possiblement, et Landévennec, la carte des camps vikings supposés ou existants ne repose sur aucun document fiable, ni aucune preuve archéologique.

### Début duIXesiècle, des incursions côtières
Les premiers raids vikings visent la proximité du rivage, pillant les endroits peu défendus, repartant rapidement. L'Ouest de la France connaît alors une insécurité rappelant l'époque des Grandes Invasions. Les Vikings pillent les côtes de la Manche et de l'Atlantique puis, en remontant les fleuves (notamment la Seine, la Loire et la Garonne), attaquent les villes et les monastères situés plus à l'intérieur du pays.
Le premier coup de main recensé sur le territoire de l'actuelle France est celui qui touche les côtes d’Aquitaine en 799,. C'est en 820 qu'est attestée la première incursion viking en Neustrie. Les Annales Royales indiquent qu’une flotte de 13 navires venus de « Nordmannia », c'est-à-dire la Scandinavie, cherche d'abord à piller les côtes de Flandre, mais y est repoussée. Une autre opération, toujours selon les Annales, a lieu dans l'embouchure de la Seine et les Vikings perdent cinq hommes, puis se retirent sans avoir rien obtenu. Les Annales attribuent aussi à cette même flotte l'attaque de l'île de Bouin, mais peut-être s'agit-il de Vikings norvégiens venus de mer d'Irlande.

### Milieu duIXesiècle, les Vikings remontent le cours des fleuves
Vers 830, des groupes plus nombreux pénètrent plus profondément et plus loin dans le pays, dévastent et pillent principalement des églises et des monastères. Ils capturent les riches (personnes importantes, de haut rang) et les rendent contre une rançon ou s'emparent des plus pauvres qu'ils emmènent comme esclaves.
En 841, ils entrent pour la première fois dans la Seine, brûlent Rouen ainsi que les abbayes de Jumièges et de Fontenelle, puis regagnent leurs vaisseaux.
Le 24 juin 843, les Vikings remontent la Loire jusque Nantes qui est alors l'un des principaux ports de commerce de l'Empire carolingien. Ils pillent la ville, lors des célébrations de la Saint-Jean et massacrent de nombreux habitants, clercs et laïcs, et l'évêque Gohard de Nantes dans son église. Ils s'installent ensuite à l'embouchure de la Loire, dans les îles de Bouin et de Noirmoutier d'où ils ravagent le duché d'Aquitaine durant dix ans,.
En 845, une troupe venant directement du Danemark, entre dans la Seine avec cent vingt vaisseaux, arrive à Paris le 28 mars, veille de Pâques et y entre sans résistance car les habitants se sont enfuis. Tous les monastères aux environs sont également abandonnés. Celui de Saint-Germain est brûlé. Charles le Chauve, ne pouvant les repousser par la force, leur donne 7 000 livres d'argent pour prix de leur départ. D'autres raids vikings ont lieu en Poitou et dans la vallée de la Charente et en Flandre où Saint-Omer fut pillée.
En 850, Charles le Chauve cède quelques terres près de la Seine à Horik II pour arrêter les ravages. Mais ces Normands ne sont pas assez forts pour résister aux autres invasions, ni assez près de la civilisation pour s'attacher facilement à une vie paisible. Dès que l'occasion se présente, ils se joignent aux pilleurs qui ne cessent d'affluer sur les rivages, ou se constituent d'eux-mêmes agresseurs, quand les pays ravagés qu'on leur a donnés pour demeure ne suffisent plus à leur cupidité[style à revoir].
En 851, Hasting, chef viking décrit par Guillaume de Jumièges comme l'« éducateur » de Björn Côtes-de-Fer, le fils de Ragnar Lodbrok, marche à la tête de ses troupes sur Rouen et Beauvais. Battus à Vardes, les Vikings se répandent dans les campagnes, et incendient l'abbaye Saint-Germer-de-Fly, dévastent le diocèse de Thérouanne, les villes de Saint-Quentin, Noyon et leurs environs, l'abbaye Saint-Médard de Soissons, l'abbaye Sainte-Geneviève de Paris, et tous les édifices autour de Paris.
En 852, une flotte dirigée par Godfrid Haraldsson (en) remonte la Seine. Elle est rejointe par les 250 navires de Sydroc, qui vient de remporter d’importants succès sur la côte frisonne. Les Scandinaves sont retranchés dans une petite île de la Seine, « Givaldi-Fossa » (sans doute Jeufosse, non loin de Vernon). Lothaire Ier et Charles le Chauve unissent leurs forces, en vain. Charles doit payer de nouveau un tribut (danegeld) pour obtenir le départ des Vikings. Sydroc ne quitte les rives de la Seine que pour rejoindre la Loire et y exercer de nouveaux ravages. Nantes, l'abbaye de Saint-Florent-le-Vieil, Angers, Tours, l'abbaye Saint-Martin, Luçon, et Blois sont pillés et brûlés.

## Des Vikings mis en échec (seconde moitié duIXesiècle)
En 854, Agius, l'évêque d'Orléans et Burchard, l'évêque de Chartres, ayant
réuni contre eux une flotte et une armée, sauvent Orléans. Selon les Annales de Fulda, cette même année, tous les Normands cantonnés dans les différentes parties de l'empire des Francs quittent leurs conquêtes pour aller prendre part à une guerre civile en Danemark, entre Horik Ier et Gudurm (que l'on trouve également sous les noms de Guthorm et Guttorm), l'un de ses neveux, qui, chassé par lui du royaume, avait jusque-là exercé le métier de pirate. Horik, Guthorm et presque tous les autres membres de la famille royale périssent dans une grande bataille, à l'exception d'un enfant, Horik II.
Dès 855, les Normands norvégiens arrivent à l'embouchure de la Loire puis envahissent Bordeaux, attaquent Poitiers par terre, mais sont repoussés. Maîtres de Nantes, ils sont chassés par des Normands danois alliés d'Erispoë. Pour se venger ils entrent dans la Vilaine, où ils exercent leurs ravages accoutumés.
 
Les Normands danois vainqueurs de Nantes, conduits par Sidroc, entrent dans la Seine, remontent jusqu'à Pîtres, au confluent de l'Andelle et, joints par une nouvelle flotte, ils font une incursion dans le Perche, mais sont battus par les troupes du roi Charles le Chauve.
En 856, les Normands de la Loire prennent et pillent Orléans. D'autres entrent dans la Seine, ravagent les monastères situés sur les deux rives, et se fortifient à Jeufosse pour y passer l'hiver. Le 28 décembre, ils envahissent et brûlent Paris.
En 857 les Normands de la Loire, auxquels s'était joint Pépin d'Aquitaine, dévastent Poitiers et d'autres lieux aux environs.
En 858, les Normands s'étant retranchés dans l'île d'Oissel, formée au sud de Rouen par les détours de la Seine, Charles vient les y assiéger, mais menacé par son frère Louis, qui vient usurper ses états, il se retire en hâte, et les Normands s'emparent de ses vaisseaux. Une fois établis à Oissel, les Normands peuvent venir à Paris quand bon leur semble. Ils commencent par attaquer et brûler Noyon, tuent l'évêque Ymon, et emmènent une multitude de captifs. 
En 859, les incursions vikings se multiplient sur plusieurs points : la Frise, le Brabant, l'Escaut, la Somme ; contournant l'Espagne, des Vikings entrent en Méditerranée et remontent le Rhône.
Au printemps 859, les Vikings de Weland remontent la Somme, pillent Saint-Valery et Amiens mais sont mis en échec devant Corbie en juillet-août de la même année et se replient.
L'île de la Camargue est envahie, pillée et brûlée à la même période. Les Normands du Rhône remontent jusqu'à Valence, puis retournent dans la Camargue, et de là partent en Italie, ravagent Pise et d'autres villes.
Les peuples d'entre Seine et Loire, désespérés des vexations continuelles d'un ennemi impitoyable qui les pressait des deux côtés, s'insurgent contre les Normands de la Seine, mais les seigneurs du pays, faisant cause commune avec leurs nouveaux hôtes, se réunissent à eux et les détruisent facilement.
En 860, Charles négocie avec les Normands de la Somme, commandés par Weland, pour combattre les Normands de la Seine. Weland exige le versement de 3 000 livres d'argent. Charles lève cette somme sur les églises, les négociants et les manoirs même des pauvres ; mais n'ayant pu la compléter, il leur remet des otages. Ceux-ci, dans l'intervalle, vont attaquer les Anglo-Saxons, qui les repoussent.

### Les Vikings aux environs de Paris
En janvier 861 les Normands de la Seine, commandés par Björn Côtes-de-Fer, reviennent pour la troisième fois sur Paris, qu'ils brûlent, ainsi que l'église de Saint-Germain. Ils poursuivent les négociants de la ville, qui s'enfuyaient en remontant la Seine, et les font prisonniers, puis ils retournent à Oissel. Après avoir ravagé Thérouanne, les Normands de la Somme, commandé par Weland, viennent les y attaquer, moyennant un tribut de 5 000 livres payé par le roi (ils sont devenus plus exigeants depuis l'année précédente) ainsi que de grandes quantités de bétail et de céréales, afin d'éviter que les Vikings ne vivent sur le pays. Les Normands de la Seine, réduits à l'extrémité, capitulent et donnent aux assiégeants 6 000 livres, moitié or, moitié argent. Tous réunis, ils songent à se remettre en mer, mais, arrêtés par la tempête, ils se cantonnent par peuplades dans les ports de la Seine. Weland, avec les Normands de la Somme, remonte jusqu'à Melun, les Normands de la Seine s'arrêtent à l'abbaye de Saint-Maur.

Après ce troisième siège, Charles II le Chauve organise la défense des régions situées entre la Seine et la Loire, en créant la marche de Neustrie qu'il confie à Robert le Fort, comte d'Anjou. Celui-ci affronte avec courage les Normands et meurt en les combattant, en 866.
En 862, alors que Charles le Chauve à Senlis attend la réunion de son armée, pour garder les rives de l'Oise, de la Seine et de la Marne, et arrêter les ravages des Normands, il apprend qu'une partie de ceux qui étaient à Saint-Maur-des-Fossés se dirigent vers Meaux avec de petites barques. Il y court, fait rétablir et garder le pont de Trilbardou, au-dessous de Meaux, pour fermer le retour aux Normands, et dispose des troupes sur les deux rives de la Marne. Les Normands n'en brûlent pas moins la ville de Meaux. À leur retour, se voyant enfermés, ils demandent un accommodement, proposant de rendre les prisonniers qu'ils ont faits depuis leur entrée dans la Marne, et de s'en retourner par mer avec les autres Normands de la Somme, ou si ces derniers s'y refusent, d'aider le roi à leur faire la guerre. Ayant livré dix otages, ils retournent à Saint-Maur-des-Fossés, où sont leurs compagnons. Vingt jours après, Weland, chef de l'autre bande, vient prêter serment de fidélité à Charles le Chauve avec les siens. Ensuite toute la flotte réunie descend jusqu'à Jumièges, où il est décidé de réparer les vaisseaux et d'attendre l'équinoxe de printemps.

### Les Vikings en Espagne
Les vaisseaux remis en état, les Vikings se divisent : la plupart, joints à d'autres qui avaient ravagé l'Espagne, vont se réunir à Salomon de Bretagne, duc de Bretagne.

### L'ouest et le centre de la France ravagés par les Vikings
Robert le Fort enlève douze vaisseaux vikings sur la Loire puis, moyennant 6 000 livres d'argent, il engage, pour combattre avec lui contre Salomon, les Normands de la Seine, avant que Salomon puisse les attirer dans son parti. Weland, au lieu de conduire ses peuples à de nouvelles conquêtes, se rend auprès de Charles le Chauve avec sa femme et ses fils, et embrasse le christianisme.
Le roi, pour empêcher de nouvelles incursions, fait élever à Pîtres des constructions imposantes, établit des postes militaires sur les rives de l'Oise, de la Seine et de la Marne, et ordonne de construire sur la Seine un grand pont pour la défense de Paris. Ce pont n'était pas encore construit en 866, puisque cette année les Normands remontent la Seine jusqu'à Melun.
En 863 et 864, la fureur des Normands sur la Seine semble se ralentir, mais ceux de la Loire poursuivent leurs ravages. Ils envahissent Poitiers, brûlent l'église de Saint-Hilaire et saccagent les environs d'Angoulême. De là, pénétrant en Auvergne, ils brûlent Clermont et regagnent leurs vaisseaux impunément.
En 865, ils brûlent l'abbaye de Fleury et la ville d'Orléans, qu'ils avaient déjà pillée en 856, tandis qu'un autre parti soudoyé par Pépin d'Aquitaine assiège Toulouse.

### Les combats de Robert le Fort
Les Normands reviennent dans la Seine, et envoient jusqu'à Paris deux cents des leurs pour chercher du vin. Ils ravagèrent ensuite pendant quinze jours les environs de Saint-Denis, et entrent dans leur camp, situé près de ce monastère. Ces longs désastres, ces revers humiliants ne sont pas suffisamment contre-balancés par quelques succès passagers. Robert le Fort, l'un des plus infatigables guerriers de cette époque, chargé de défendre les Marches de Neustrie, c'est-à-dire le Maine et l'Anjou, contre ces barbares, sort victorieux de plusieurs combats, mais le petit nombre des Normands tombés sous ses coups prouve qu'il est encore plus difficile de les surprendre que de les vaincre, ou que, réduits à des armées peu nombreuses, les ducs et les comtes ne peuvent se mesurer qu'avec de faibles détachements ennemis. Il périt enfin lui-même, en 866, dans un combat contre Hasting.
En 866, Charles le Chauve, effrayé par le pillage de Melun, conclut avec les Normands de la Seine une paix qui procure un calme de quelques années à cette partie du royaume. Il leur donne 4 000 livres d'argent, leur remet leurs prisonniers qui se sont échappés à la nouvelle du traité, croyant qu'il les rendait libres ou leur en paye le prix, ainsi que des Normands qui avaient pu être tués pendant la discussion des articles. Les Normands abandonnent la Seine, et plusieurs passent en Italie .

### La résistance aux Vikings
En 867-868, les Normands de la Loire brûlent Bourges, rançonnent encore Orléans, mais sont battus par les habitants de Poitiers.
En 869, Charles II le Chauve engage les habitants du Mans et de Tours à se fortifier pour protéger le reste de la population contre les Normands. Ceux-ci, à cette nouvelle, prennent les devants, et exigent de ces peuples beaucoup d'argent, de blé et de vin, pour prix de la paix qu'ils veulent bien leur accorder. L'observent-ils ? C'est possible, car pendant quelques années l'histoire se tait sur leurs déprédations. D'ailleurs à force de malheurs les peuples ont repris courage et se sont aguerris, on résiste plus souvent aux Normands et quelquefois même on les attaque.
En 873, Charles le Chauve entreprend de les chasser d'Angers. Réuni à Salomon, duc de Bretagne, il leur enleve cette ville en octobre.
En 876, tandis que Charles le Chauve se rend à Aix-la-Chapelle pour s'emparer du royaume de Louis le Germanique, les Normands entrent dans la Seine avec une flotte de cent barques avec à leur tête un chef qui devait fixer leurs destinées, Rollon qui s'établit à Rouen.
En 877, Charles le Chauve, qui vient d'être vaincu à la bataille d'Andernach par son neveu Louis, promet aux Normands 5 000 livres d'argent, à condition qu'ils sortent du royaume. En conséquence, dans une assemblée à Compiègne, il est décidé qu'une taxe sera établie sur toutes les propriétés civiles et ecclésiastiques de France et de Bourgogne, pour éloigner les Normands de la Seine et sur celles de la Neustrie pour les Normands de la Loire. Il ordonne également de mettre Paris en état de défense, et de réparer les châteaux sur les rives de la Seine et de la Loire, entre autres celui de Saint-Denis.
En 879, tandis que Conrad, comte de Paris, et Gozlin, alors abbé de Saint-Germain, appelle en France Louis de Saxe, au préjudice des fils de Louis le Bègue, et que Boson, excité par sa femme, se fait déclarer roi de Provence par vingt-huit archevêques et évêques réunis à Mantaille, Louis III, Carloman II et Charles le Gros vont affronter les Normands de la Loire, qui s'avancent par les terres et dévastent le pays près de la Vienne.

## Nouvelles incursions Vikings

### Les Vikings entre Somme et Escaut
Mais de nouveaux envahisseurs, conduits par le roi Gurmond, et attirés en France par Esimbard, un noble français disgracié par le roi, débarquent sur les côtes de Flandre, et prennent, pillent et incendient la ville de Thérouanne. Ils descendent ensuite l'Escaut, ravagent et brûlent sur ses deux rives les monastères et les villes de Gand, Tournai, Courtrai, et une partie du Brabant. De là, descendant vers le sud, ils saccagent tout le pays entre l'Escaut et la Somme, brûlent Arras, Cambrai, Saint-Riquier, Saint-Valery-sur-Somme, Amiens et Corbie. Ils passent la Somme et ravagent le pays jusqu'à Beauvais.
En 881, Louis III combat victorieusement les Vikings revenant de Beauvais, à Saucourt-en-Vimeu. Cette bataille, où près de 8 000 Vikings dont leur chef auraient péri, a un retentissement tel qu'elle est immortalisée par la Chanson de Louis (le Ludwigslied). Elle est également évoquée dans la chanson de geste Gormont et Isembart.

### Les Vikings de la Meuse
En 882, après les décès de Louis III et de Louis de Saxe les Normands, réunis sous Sigfried et Godfred, entrent en Gaule par le Rhin, la Meuse et l'Escaut. L'empereur Charles le Gros, marche alors contre les Normands de la Meuse, qui, après avoir ajouté à leurs ravages la ruine de Trèves et menacé Metz, dont l'évêque Wala a péri en les combattant à Remich, se sont retranchés dans un lieu nommé Ascaloha (Elsloo ou Asselt, dans le Limbourg), près de la Meuse, à 14 milles du Rhin.

### Les Vikings entre Oise et Escaut
Une seconde troupe de Normands quitte Condé-sur-l'Escaut où elle s'était cantonnée et, s'avançant, ravage les environs de Laon puis se dirige vers Reims avec l'intention, après avoir pris cette ville, de revenir par Soissons et Noyon puis achever le siège de Laon. À leur approche, annoncée par l'incendie des villages voisins, le vénérable Hincmar se réfugie à Épernay, où il meurt bientôt, après un épiscopat de trente-sept ans. Les barbares n'ayant pu entrer dans Reims, Carloman attaque un de leurs partis près de l'Aisne, en tue près de mille et leur enlève leur butin. Les Normands sortent une seconde fois de Condé, ravagent les contrées jusqu'à l'Oise, abattent les murs des villes, détruisent de fond en comble les monastères et les églises, font mourir par l'épée ou par la famine les serviteurs de Dieu ou les vendent au-delà des mers, et massacrent tous les habitants cultivateurs. Personne ne leur résiste. Hugues l'Abbé, ayant réuni une armée, vient se joindre à Carloman, et dans la forêt de Vicoigne, ils poursuivent et dispersent une troupe de Normands qui revenaient du pillage.
De 885 à 887, Paris est assiégée pour la quatrième fois. Le paiement d'un tribut par le roi Charles III le Gros, après deux ans de siège, contribue à discréditer la dynastie carolingienne et à l'éclosion de ce qui deviendra la dynastie capétienne.

Le duché de Normandie entre 911 et 1050.

En 911, le traité de Saint-Clair-sur-Epte donne à Rollon le comté de Rouen, base du futur duché de Normandie.

### Les Vikings depuis la Loire
À la suite du traité de Saint-Clair-sur-Epte, les Vikings se déportent et tentent de s'installer en Bretagne. Plusieurs raids destructeurs secouent la région comme au monastère de Landévennec en 913. La prise de Nantes en 919 par Ragenold ouvre la voie aux vikings vers l'intérieur de la Loire et permet de piller Tours et rançonner Orléans. Après 921, la Bretagne abandonne Nantes et les vikings installent une principauté à proximité nommée Namsborg. En 937, Alain Barbetorte parvient à reprendre Nantes et met fin aux ambitions scandinaves d'y fonder un royaume.

### Fin des raids
Les raids vikings cessent dans le premier quart du XIe siècle. Vers 1015, les comtés de Blois et de Chartres sont ravagés par deux « rois » scandinaves, Olaf et Lacman, peut-être les responsables de l'ultime attaque viking de Dol-de-Bretagne qui a lieu en 1014.
Deux attaques sont également signalées dans le Bas Poitou à la même époque, plusieurs bandes de pillards plus ou moins organisées lancent des raids sur la côte poitevine. La vicomtesse Emma de Limoges est capturée lors d'un pèlerinage vers l'abbaye de Saint-Michel en l'Herm. En 1018 les hommes du nord reviennent avec une force d'invasion considérable, force qui sera repoussée difficilement par le duc d'aquitaine Guillaume V le Grand, ce fut la dernière attaque viking dont l'Aquitaine eut à souffrir.

## Conséquences

### Conséquences religieuses
- Dispersion des reliques de l'ouest et du centre de la France
- Destruction des édifices religieux de l'ouest et du centre de la France

## Raisons des succès vikings: le cas franc
Si des mesures défensives sont rapidement prises après l'événement de 799, il n’en demeure pas moins que les incursions vikings restent d’une redoutable efficacité tout au long du IXe siècle. Ce succès s’explique d’abord par la vitesse d’exécution de la machine militaire viking, efficace et novatrice. Par ailleurs, la décadence politique de l'empire franc après 830 facilite certainement la tâche des assaillants.

### Atouts militaires vikings
Les premiers raids vikings sont surtout dirigés vers des cibles situées à proximité du rivage et consistent surtout à piller les villages ou les monastères avec peu de moyens, de façon à pouvoir regagner le large avec des richesses rapidement gagnées. Mais dès 830, de plus grandes flottes attaquent des cibles (surtout des églises ou des monastères) à l’intérieur du pays. Des éclaireurs ou des espions vont reconnaître les lieux et s’attardent même parfois en territoire franc. L'île de Noirmoutier, située près de l’embouchure de la Loire, figure parmi les premiers lieux à avoir servi de base fixe aux Vikings. À partir des années 860, les Vikings entreprennent de conquérir et coloniser des territoires. Ce changement d’objectif nécessite une armée plus grande et mieux organisée. Les Danois en particulier réussissent à rassembler plusieurs bandes dans un objectif précis. En 885, 886 et 887, une armée portée par 700 navires se présente devant Paris. De fait, contrairement à ce que la lecture des chroniques monastiques tente de faire croire, les assaillants ne forment pas une marée humaine se déversant sur la Francie. En effet, la Scandinavie, à cette époque comme aujourd'hui, est trop peu peuplée et ne peut submerger l'Occident par le nombre.
Leurs navires de guerre, appelés langskip ou snekkja (le terme « drakkar » est un néologisme), sont les outils de la réussite des envahisseurs. Longs en général d'une vingtaine de mètres et mus à la rame et à la voile, ces navires ont une coque à clins offrant souplesse et légèreté. Avec leur faible tirant d'eau, ces qualités leur permettent de remonter aisément les cours d'eau. Les Vikings peuvent également transporter leur flotte par voie de terre sur une bonne distance : durant le siège de Paris, ils l’auraient même traînée hors de la Seine pour la remettre à l’eau deux mille pieds plus loin, en amont de la Seine. Privilégiant la marche, les Vikings utilisent peu les chevaux, du reste difficiles à obtenir.
Ne combattant pas en mer, ces hommes du Nord ne seraient pas à proprement parler des pirates ; leur flotte ne sert que pour le transport.
Les armes scandinaves ne sont en rien supérieures à celles des Francs. Les guerriers sont généralement armés de haches, de grands glaives lourds, de lances, de javelots et de boucliers. À la grande hache scandinave (tenue à deux mains), répond la qualité des épées et des broignes franques. Ils utilisent aussi des épées d'origine anglo-saxonne ainsi que des arcs et des flèches. C’est la tactique des Vikings et non leur armement qui les rend si dangereux. Ils utilisent notamment l’effet de surprise. Mais cet avantage disparaît lorsqu'ils s'engagent dans la remontée des fleuves et dans l'arrière-pays car la nouvelle de leur présence est rapidement transmise de village en village. Les sources franques révèlent que les envahisseurs savent se retrancher dans des fortifications qu'ils élèvent eux-mêmes.
Lors d’un raid, les Vikings tuent ou emmènent des captifs. La nouvelle de ces violences cause la terreur chez les autochtones qui s'empressent de fuir ou de verser un tribut. Cette intimidation est une arme de dissuasion redoutable dont les effets sur l’adversaire, quoique non quantifiables, jouent sûrement un rôle important dans le succès des incursions vikings en Francie occidentale.

### Inefficacité des Carolingiens devant l’envahisseur
Le raid précurseur de 799 contraint Charlemagne à prendre des mesures défensives. Le roi amorçe la construction d'une flotte de guerre et place des sentinelles et des postes de garde sur le littoral (notamment dans les ports et à l'embouchure des fleuves). Ce dispositif semble fonctionner puisqu'en 820 par exemple, une flotte viking doit rebrousser chemin devant l'estuaire de la Seine. Toutefois, après 830 les raids fructueux se multiplient et l'énergique Charlemagne est mort en 814.
Première raison de leur échec, les Francs souffrent des divisions internes qui fêlent l'empire. Le pouvoir de Louis le Pieux est contesté par ses fils et une fois le père mort en 840, ces derniers se disputèrent l'héritage territorial. Le traité de Verdun en 843 sanctionne la division de l'empire en trois royaumes : Charles II le Chauve reçoit notamment la Francie occidentale, ébauche de la France. Cet accord ne stoppe pas pour autant la guerre, le roi devant faire face à la dissidence de l'Aquitaine, à la poussée bretonne, à la montée en puissance de l'aristocratie sans oublier les ambitions de son frère Louis II de Germanie. En 858, Charles doit par exemple annuler sa campagne contre les Vikings car les aristocrates se sont révoltés et son frère a envahi le royaume. Les Scandinaves profitent de cette instabilité pour mettre à feu et à sang des villes, des monastères et en tirer un butin considérable.
Toutefois, à partir des années 860, les invasions déclinent pour se diriger plutôt sur la Grande-Bretagne. Les dispositions défensives mises en place par Charles le Chauve semblent porter leurs fruits. Dans les secteurs régulièrement envahis, des châteaux (castella) ont été établis, parfois en dépit de l'accord royal. Des ponts fortifiés, tel celui de Pont-de-l'Arche sur la Seine, barrent la route des fleuves. Le roi carolingien confie de grands commandements militaires aux principaux chefs de l'aristocratie. Robert le Fort devient par exemple marquis de Neustrie et son armée bat les Normands à Brissarthe en 866. Victoire coûteuse puisque dans ce combat Robert le Fort et Rannoux de Poitiers trouvent la mort.
À la fin des années 870, les Scandinaves se jettent à nouveau sur le royaume. Ils sont maintenant plus nombreux et s'organisent pour la conquête de territoires. Dans le même temps, la royauté carolingienne vacille après la mort de Charles le Chauve. Les règnes sont éphémères : Louis II le Bègue régne deux ans (877-879). L'espoir se rallume quand en 881 le roi Louis III défait une grande armée viking à Saucourt-en-Vimeu, puis en 885 quand le comte Eudes empêche la prise de Paris. Mais plus souvent, les Carolingiens se soumettent à leurs adversaires. À plusieurs reprises, ils paient le départ des Hommes du Nord. Bien qu'il réussit à reconstituer l'empire de Charlemagne en rassemblant les différents royaumes francs, l'empereur Charles III le Gros use de ce moyen financier pour se débarrasser des Vikings qui assiégent toujours Paris.
En 911, le comte Richard de Bourgogne défait l'armée de Rollon, leur chef, lors du siège de Chartres. Le roi Charles III le Simple, petit-fils de Charles le Chauve, est ainsi en mesure de négocier avec Rollon à la suite de sa défaite en Bourgogne. Il lui cède sous conditions les territoires autour de Rouen, embryon de la Normandie. Cette décision apaise les raids scandinaves en Neustrie. Ailleurs, la résistance des populations et des chefs locaux oblige les Hommes du Nord à battre en retraite.